# Lijst van rijksmonumenten in Goes (plaats)
De stad Goes telt 158 inschrijvingen in het rijksmonumentenregister. Hieronder een overzicht.
| Object | Oorspronkelijke functie?  | Bouwjaar                                                       | Architect       | Locatie                                     | Coördinaten?                  | Nr.?   | Afbeelding |
| --- | ------------------------- | -------------------------------------------------------------- | --------------- | ------------------------------------------- | ----------------------------- | ------ | --- |
| Houtloods | Transport                 | ca. 1840                                                       |                 | Albert Joachimikade 15                      | 51° 30' 27" NB, 3° 53' 31" OL | 16271  | Meer afbeeldingen |
| Houtloods | Opslag                    | ca. 1840                                                       |                 | Albert Joachimikade 2                       | 51° 30' 27" NB, 3° 53' 30" OL | 16272  | Meer afbeeldingen |
| Het Witte Klaverblad - Brouwersgang | Woonhuis                  | 19e eeuw                                                       |                 | Beestenmarkt 1                              | 51° 30' 18" NB, 3° 53' 14" OL | 16273  | Meer afbeeldingen |
| 't Beest | Onderwijs en wetenschap   | 17e-19e eeuw                                                   |                 | Beestenmarkt 3                              | 51° 30' 18" NB, 3° 53' 14" OL | 16274  | Meer afbeeldingen |
| Pomp met Putti | Straatmeubilair           | 1774                                                           | A.Vervoort      | Beestenmarkt tegenover 13                   | 51° 30' 18" NB, 3° 53' 16" OL | 16275  | Meer afbeeldingen |
| Pand met lijst en in blokken gepleisterde gevel; schuifvensters; dakkapel; winkelpui | Werk-woonhuis             | 18e-19e eeuw                                                   |                 | Bierkade 3                                  | 51° 30' 20" NB, 3° 53' 21" OL | 16276  | Meer afbeeldingen |
| Huis met gepleisterde ingezwenkte lijstgevel. Dakkapel voor wolfeind. Voordeuromlijsting. Waterlijst tussen begane grond en verdieping. Stoeppaal | Werk-woonhuis             |                                                                |                 | Bierkade 5                                  | 51° 30' 20" NB, 3° 53' 21" OL | 16277  | Meer afbeeldingen |
| Zes traveeën breed pand met zadeldak tussen trapgevels. | Woonhuis                  | 16e eeuw (schamppaal)                                          |                 | Bierkade 9 / Koningstraat 1                 | 51° 30' 20" NB, 3° 53' 23" OL | 16278  | Meer afbeeldingen |
| Pand oorspronkelijk woonhuis later tot pakhuis verbouwd | Woonhuis                  | 17e eeuw                                                       |                 | Blaauwe Steen 3                             | 51° 30' 20" NB, 3° 53' 26" OL | 16279  | Meer afbeeldingen |
| Stenen Brug: Onder het verbrede dek van de bestaande is de oude met vier bogen gemetselde brug nog aanwezig | Brug                      |                                                                |                 | Keizersdijk tegenover 34                    | 51° 30' 6" NB, 3° 53' 33" OL  | 16280  | Meer afbeeldingen |
| Pand met lijstgevel en dwars zadeldak tussen zijtopgevels | Woonhuis                  | 18e-19e eeuw                                                   |                 | J Antonides van de Goeskade 59              | 51° 30' 26" NB, 3° 53' 26" OL | 16281  | Pand met lijstgevel en dwars zadeldak tussen zijtopgevels |
| Huis Hoope - Brugwachtershuis | Dienstwoning              | 17e eeuw                                                       |                 | J Antonides van de Goeskade 69              | 51° 30' 25" NB, 3° 53' 27" OL | 16282  | Meer afbeeldingen |
| Pand onder een breed schilddak met de buurpanden 73/75 | Woonhuis                  | ca. 1870                                                       |                 | J Antonides van de Goeskade 71              | 51° 30' 25" NB, 3° 53' 27" OL | 16283  | Meer afbeeldingen |
| Pand onder een breed schilddak met de buurpanden 71, 75 | Woonhuis                  | ca. 1870                                                       |                 | J Antonides van de Goeskade 73              | 51° 30' 25" NB, 3° 53' 26" OL | 16284  | Meer afbeeldingen |
| Pand onder een breed schilddak met de buurpanden 71/73 | Woonhuis                  | ca. 1870                                                       |                 | J Antonides van de Goeskade 75              | 51° 30' 25" NB, 3° 53' 26" OL | 16285  | Meer afbeeldingen |
| Watertoren | Nutsbedrijf               | 1912                                                           |                 | 's-Gravenpolderseweg bij 5                  | 51° 29' 38" NB, 3° 54' 20" OL | 16286  | Meer afbeeldingen |
| Huis met gepleisterde ingezwenkte lijstgevel; hoge kap. Links winkelpui | Werk-woonhuis             | 18e-19e eeuw                                                   |                 | Grote Kade 2                                | 51° 30' 23" NB, 3° 53' 28" OL | 16287  | Meer afbeeldingen |
| Smal huis met gepleisterde ingezwenkte lijstgevel | Woonhuis                  | 18e-19e eeuw                                                   |                 | Grote Kade 4                                | 51° 30' 23" NB, 3° 53' 28" OL | 16288  | Meer afbeeldingen |
| Breed dubbel pand met geverfde lijstgevel. Schilddak met hoekpirons. Ankers; schuifvensters met gewelfde natuurstenen onderdorpels voorheen met luiken behangen | Woonhuis                  |                                                                |                 | Grote Kade 6                                | 51° 30' 23" NB, 3° 53' 28" OL | 16289  | Meer afbeeldingen |
| Vier traveeën breed pand met gepleisterde gevel, schilddak en nieuwe dakkapel | Woonhuis                  | 18e eeuw                                                       |                 | Grote Kade 8                                | 51° 30' 23" NB, 3° 53' 27" OL | 16290  | Meer afbeeldingen |
| Pand met gepleisterde lijstgevel, kroonlijst met panelen. Dakkapel. Voordeuromlijsting met verdiepte panelen en rozetbovenlicht. Kelderluik | Woonhuis                  |                                                                |                 | Grote Kade 10                               | 51° 30' 23" NB, 3° 53' 27" OL | 16291  | Meer afbeeldingen |
| Pandje met gepleisterde ingezwenkte lijstgevel. Voordeuromlijsting met verdiepte panelen | Woonhuis                  | 17e-18e eeuw                                                   |                 | Grote Kade 12                               | 51° 30' 22" NB, 3° 53' 27" OL | 16292  | Meer afbeeldingen |
| Vier traveeën breed woonhuis met gepleisterde lijstgevel, lijst met klosjes. Vensters met hardstenen onderdorpels. Voordeuromlijsting. Stoeppalen. Dakpiron | Woonhuis                  |                                                                |                 | Grote Kade 20                               | 51° 30' 22" NB, 3° 53' 26" OL | 16293  | Meer afbeeldingen |
| Het Schaeck (oude naam) | Woonhuis                  | 18e-19e eeuw                                                   |                 | Grote Kade 22                               | 51° 30' 22" NB, 3° 53' 26" OL | 16294  | Meer afbeeldingen |
| Pand met gepleisterde lijstgevel | Werk-woonhuis             | laatste kwart 19e eeuw                                         |                 | Grote Kade 26                               | 51° 30' 21" NB, 3° 53' 25" OL | 16295  | Meer afbeeldingen |
| Vier traveeën breed pand met lijstgevel op zandstenen plint, kap gewijzigd | Woonhuis                  | 16e-19e eeuw                                                   |                 | Grote Kade 28                               | 51° 30' 21" NB, 3° 53' 25" OL | 16296  | Meer afbeeldingen |
| Pand met lijstgevel. Dakkapel. Voordeuromlijsting met gecanneleerde pilasters. Zandstenen plint | Woonhuis                  |                                                                |                 | Grote Kade 30                               | 51° 30' 21" NB, 3° 53' 25" OL | 16297  | Meer afbeeldingen |
| Pand met gepleisterde lijstgevel, dakkapel. Lijst met kleine consoles | Woonhuis                  | 19e eeuw                                                       |                 | Grote Kade 36                               | 51° 30' 20" NB, 3° 53' 24" OL | 16298  | Meer afbeeldingen |
| Huis de Baerse. Pand met geverfde ingezwenkte lijstgevel, de lijst met gesneden consoles. Muurankers, natuurstenen banden en waterlijst | Werk-woonhuis             | 16e-19e eeuw                                                   |                 | Grote Kade 44                               | 51° 30' 20" NB, 3° 53' 23" OL | 16299  | Meer afbeeldingen |
| Zes traveeën breed pand met gepleisterde lijstgevel. Kroonlijst voorzien van tanding. Schuiframen tot voor kort met luiken behangen. Voordeuromlijsting met snijwerk en consoles. Stoephek | Werk-woonhuis             | 18e eeuw                                                       |                 | Grote Markt 3                               | 51° 30' 17" NB, 3° 53' 23" OL | 16300  | Meer afbeeldingen |
| Huis met afgeknotte ingezwenkte halsgevel onder afgewolfd zadeldak. Zandstenen banden en waterlijsten. Pui vernieuwd | Woonhuis                  | 17e eeuw                                                       |                 | Grote Markt 4                               | 51° 30' 18" NB, 3° 53' 24" OL | 16301  | Meer afbeeldingen |
| Smal pand onder oude kap met gevel van XX vernieuwd metselwerk voorzien van mogelijk oudere lijst. Winkelpui | Werk-woonhuis             | 18e-20e eeuw                                                   |                 | Grote Markt 5                               | 51° 30' 16" NB, 3° 53' 24" OL | 16302  | Meer afbeeldingen |
| Pand met geverfde lijstgevel. Lijst met verkropping en op de hoeken gebogen consoles. Op de verdiepingen 6- en vier-ruitsschuifvensters. Vernieuwde winkelpui | Werk-woonhuis             | 18e eeuw                                                       |                 | Grote Markt 8                               | 51° 30' 18" NB, 3° 53' 25" OL | 16303  | Meer afbeeldingen |
| Huis met rechte gevel voorzien van een getande lijst. Voordeur onder zadeldak evenwijdig aan de straat. Stoeppalen | Werk-woonhuis             | 18e-19e eeuw                                                   |                 | Grote Markt 10                              | 51° 30' 18" NB, 3° 53' 25" OL | 16304  | Meer afbeeldingen |
| Huis met gepleisterde trapgevel, afgeknot door lijst | Woonhuis                  | 17e-19e eeuw                                                   |                 | Grote Markt 16                              | 51° 30' 17" NB, 3° 53' 26" OL | 16305  | Meer afbeeldingen |
| De Korenbeurs | Woonhuis                  | 1753 (in lijst)                                                |                 | Grote Markt 17                              | 51° 30' 15" NB, 3° 53' 24" OL | 16306  | Meer afbeeldingen |
| Graanbeurs. Smal pand onder oude kap met gevel, voorzien van kroonlijst met consoles | Werk-woonhuis             | 18e-19e eeuw                                                   |                 | Grote Markt 19                              | 51° 30' 15" NB, 3° 53' 24" OL | 16307  | Meer afbeeldingen |
| Huis met rechte gevel, voorzien van een getande lijst. Op de verdiepingen twaalf en 24-ruits vensters. Pui vernieuwd | Werk-woonhuis             | 18e-19e eeuw                                                   |                 | Grote Markt 20                              | 51° 30' 17" NB, 3° 53' 27" OL | 16308  | Meer afbeeldingen |
| Huis met rechte gevel en kroonlijst met consoles | Woonhuis                  | 18e-19e eeuw                                                   |                 | Grote Markt 21                              | 51° 30' 15" NB, 3° 53' 24" OL | 16309  | Meer afbeeldingen |
| Stadhuis | Overheidsgebouw           | late middeleeuwen                                              |                 | Grote Markt 23                              | 51° 30' 14" NB, 3° 53' 25" OL | 16310  | Meer afbeeldingen |
| Smal pand met rechte gevel voorzien van een kroonlijst met tanding. Schuifvensters met natuurstenen onderdorpels. Winkelpui | Werk-woonhuis             | 18e eeuw                                                       |                 | Grote Markt 26                              | 51° 30' 16" NB, 3° 53' 27" OL | 16311  | Smal pand met rechte gevel voorzien van een kroonlijst met tanding. Schuifvensters met natuurstenen onderdorpels. Winkelpui                                                                           |
| Dubbelpand met gemeenschappelijke, wit gepleisterde lijstgevel van zes traveeën breed en langs de voorgevel een stoep met smeedijzeren stoephekken | Woonhuis                  | mogelijk 17e eeuw                                              |                 | Grote Markt 28                              | 51° 30' 16" NB, 3° 53' 27" OL | 16312  | Dubbelpand met gemeenschappelijke, wit gepleisterde lijstgevel van zes traveeën breed en langs de voorgevel een stoep met smeedijzeren stoephekken                                                    |
| Huis van baksteen met halsgevel gedekt door segmentvormig fronton | Woonhuis                  | tweede kwart 17e eeuw                                          |                 | Grote Markt 34                              | 51° 30' 15" NB, 3° 53' 27" OL | 16313  | Meer afbeeldingen |
| Huis met door lijst afgesloten gevel. Kroonlijst met tanding. Schuifvensters. Pui vernieuwd | Werk-woonhuis             | 18e-19e eeuw                                                   |                 | Grote Markt 36                              | 51° 30' 15" NB, 3° 53' 27" OL | 16314  | Meer afbeeldingen |
| Gemetselde kademuren aan Grote Kade, Bierkade, Turfkade en Kleine Kade | Waterkering en -doorlaat  |                                                                |                 | Kademuren stadshaven Goes                   | 51° 30' 22" NB, 3° 53' 26" OL | 16315  | Meer afbeeldingen |
| Achterbouw van hoekpand aan de Kade. Rechte gevel met schuifvensters. Dakschild bekroond door piron | Woonhuis                  | 19e eeuw                                                       |                 | Kleine Kade 47                              | 51° 30' 23" NB, 3° 53' 19" OL | 16316  | Meer afbeeldingen |
| Zeven traveeën breed dwarspand met in blokken gepleisterde lijstgevel. Zijtoppen met vlechtingen en kruisarmen. Twee dakkapellen. Twee toegangen waarvan de rechtse met voordeuromlijsting | Woonhuis                  | 18e eeuw                                                       |                 | Rozemarijnstraat 1                          | 51° 30' 23" NB, 3° 53' 20" OL | 16317  | Meer afbeeldingen |
| Huize den Berg. Fors pand met vijf traveeën brede lijstgevel op natuurstenen, met zwart opgewerkte plint. Middentravee iets risalerend | Woonhuis                  |                                                                |                 | 's-Heer Hendrikskinderenstraat 42           | 51° 30' 25" NB, 3° 53' 16" OL | 16318  | Meer afbeeldingen |
| Pomp van hardsteen | Straatmeubilair           | laatste kwart 18e eeuw                                         |                 | 's-Heer Hendrikskinderenstraat tegenover 14 | 51° 30' 23" NB, 3° 53' 18" OL | 16319  | Meer afbeeldingen |
| Huis met trapgevel van gele baksteen met banden en vensterafzetting van rode baksteen | Woonhuis                  | eerste helft 16e eeuw                                          |                 | St Jacobstraat 9                            | 51° 30' 20" NB, 3° 53' 26" OL | 16320  | Meer afbeeldingen |
| Huis met gepleisterde ingezwenkte lijstgevel. Winkelpui | Woonhuis                  | 17e-18e eeuw                                                   |                 | St Jacobstraat 13                           | 51° 30' 19" NB, 3° 53' 26" OL | 16321  | Meer afbeeldingen |
| Huis met trapgevel. Afgeknot door lijst met klosjes. Boven de vensters Tudor- en korfbogen met sluit- en hoekblokken van natuursteen. metselmozaïek in de boogvelden. Zijgevel met overstek op consoles | Werk-woonhuis             | 17e eeuw                                                       |                 | St Jacobstraat 15                           | 51° 30' 19" NB, 3° 53' 26" OL | 16322  | Meer afbeeldingen |
| De Mostertmolen. Hoekpand met gepleisterde voorgevel met inzwenkende zijkanten en houten kroonlijst. Met pannen gedekt afgewolfd schilddak. Houten winkelpui | Werk-woonhuis             | derde kwart 19e eeuw (huidige vorm) begin 20e eeuw (winkelpui) |                 | St Jacobstraat 2                            | 51° 30' 23" NB, 3° 53' 28" OL | 16323  | Meer afbeeldingen |
| Pand met verdieping en zadeldak. Sobere lijstgevel, waarin deuromlijsting met verdiepte pilasters en hoofdgestel | Woonhuis                  | 18e eeuw                                                       |                 | St Jacobstraat 12                           | 51° 30' 22" NB, 3° 53' 28" OL | 16324  | Meer afbeeldingen |
| Pandje met eenvoudige trapgevel, waarin zoldervensters met ontlastingsboog | Woonhuis                  | 17e eeuw                                                       |                 | St Jacobstraat 16                           | 51° 30' 22" NB, 3° 53' 28" OL | 16325  | Meer afbeeldingen |
| Hoekpandje zonder verdieping en met pannen schilddak | Woonhuis                  | 17e eeuw                                                       |                 | St Jacobstraat 18                           | 51° 30' 22" NB, 3° 53' 28" OL | 16326  | Meer afbeeldingen |
| Huis met afgeknotte topgevel. Staafankers. Winkelpui | Woonhuis                  | 19e eeuw                                                       |                 | St Jacobstraat 40                           | 51° 30' 19" NB, 3° 53' 27" OL | 16327  | Meer afbeeldingen |
| Huis met gepleisterde lijstgevel. Winkelpui | Werk-woonhuis             | 19e eeuw                                                       |                 | St Jacobstraat 52                           | 51° 30' 18" NB, 3° 53' 28" OL | 16328  | Meer afbeeldingen |
| Huis met gepleisterde lijstgevel. Lijst gecombineerd met die van nr 52. Winkelpui | Werk-woonhuis             | 19e eeuw                                                       |                 | St Jacobstraat 54                           | 51° 30' 18" NB, 3° 53' 28" OL | 16329  | Huis met gepleisterde lijstgevel. Lijst gecombineerd met die van nr 52. Winkelpui |
| Belastingkantoor, voormalige Huis van Bewaring. Fors vrijstaand pand. De bakstenen voorgevel, waarvan het risalerend middendeel wordt geflankeerd door veelhoekige pilasters, is geplaatst op natuurstenen voet, door cordonlijst horizontaal gedeeld en voorzien van attiek                                 | Gerechtsgebouw            | ca. 1870                                                       |                 | Albert Joachimikade 3                       | 51° 30' 25" NB, 3° 53' 30" OL | 16330  | Meer afbeeldingen |
| Rijks H.B.S. PAND met witgepleisterde lijstgevel op smalle natuurstenen plint. Lijst met boogfries, attiek | Onderwijs en wetenschap   | 1868                                                           |                 | Albert Joachimikade 5                       | 51° 30' 25" NB, 3° 53' 31" OL | 16331  | Meer afbeeldingen |
| De Salienlie | Werk-woonhuis             | 17e-18e eeuw                                                   |                 | Keizerstraat 1                              | 51° 30' 20" NB, 3° 53' 20" OL | 16332  | Meer afbeeldingen |
| Sint Christoffel. Huis met gepleisterde ingezwenkte gevel, lijst met klosjes. Staafankers. Voordeuromlijsting | Woonhuis                  | 18e-19e eeuw                                                   |                 | Kleine Kade 13                              | 51° 30' 23" NB, 3° 53' 25" OL | 16333  | Meer afbeeldingen |
| Huis met gepleisterde lijstgevel. Dakkapel met wangstukken | Woonhuis                  | 19e eeuw                                                       |                 | Kleine Kade 15                              | 51° 30' 23" NB, 3° 53' 25" OL | 16334  | Meer afbeeldingen |
| Huis met gepleisterde klokgevel. Staafankers. Voordeuromlijsting met verdiepte posten | Woonhuis                  | 18e-19e eeuw                                                   |                 | Kleine Kade 21                              | 51° 30' 23" NB, 3° 53' 24" OL | 16335  | Meer afbeeldingen |
| Woonhuis onder schilddak met gepleisterde lijstgevel en voordeuromlijsting met gecanneleerde pilasters | Woonhuis                  | mogelijk 17e eeuw                                              |                 | Kleine Kade 27                              | 51° 30' 23" NB, 3° 53' 24" OL | 16337  | Meer afbeeldingen |
| Huis met gepleisterde ingezwenkte lijstgevel. Schuifvensters. Voordeuromlijsting | Woonhuis                  | 18e-19e eeuw                                                   |                 | Kleine Kade 29                              | 51° 30' 22" NB, 3° 53' 23" OL | 16338  | Meer afbeeldingen |
| Huis met geverfde ingezwenkte lijstgevel. Staafankers. Voordeuromlijsting | Woonhuis                  | 19e eeuw                                                       |                 | Kleine Kade 31                              | 51° 30' 22" NB, 3° 53' 23" OL | 16339  | Meer afbeeldingen |
| Huis met gepleisterde ingezwenkte lijstgevel. Voordeuromlijsting met verdiepte posten. Staafankers | Woonhuis                  | 18e-19e eeuw                                                   |                 | Kleine Kade 35                              | 51° 30' 22" NB, 3° 53' 23" OL | 16340  | Meer afbeeldingen |
| Met de bocht van de kade meegebouwd dubbel pand met gepleisterde ingezwenkte lijstgevel. Nr 37: voordeuromlijsting | Woonhuis                  | 19e eeuw                                                       |                 | Kleine Kade 37                              | 51° 30' 22" NB, 3° 53' 22" OL | 16341  | Meer afbeeldingen |
| 't Soepuus | Industrie- en poldermolen | 1554                                                           |                 | Kleine Kade 43                              | 51° 30' 22" NB, 3° 53' 22" OL | 16342  | Meer afbeeldingen |
| Huis in statige Lodewijk XIV-stijl | Woonhuis                  | derde kwart 18e eeuw                                           |                 | Kleine Kade 45                              | 51° 30' 22" NB, 3° 53' 21" OL | 16343  | Meer afbeeldingen |
| Huis met gepleisterde ingezwenkte lijstgevel. Schuiframen met geprofileerde onderdorpels. Winkelpui. Kelderluik en slagvensters aan de voet van de gevel | Werk-woonhuis             | 17e-18e eeuw                                                   |                 | Koningstraat 7                              | 51° 30' 19" NB, 3° 53' 22" OL | 16344  | Meer afbeeldingen |
| Huis met in blokken gepleisterde ingezwenkte lijstgevel. Staafankers. Winkelpui uit plm. 1890 | Werk-woonhuis             | 17e-19e eeuw (woonhuis) ca. 1890 (winkelpui)                   |                 | Koningstraat 4                              | 51° 30' 19" NB, 3° 53' 23" OL | 16345  | Meer afbeeldingen |
| Hardstenen poortomlijsting, toegang tot het Vuilstraatje. Een gans op de gebeeldhouwde sluitsteen | Grensafbakening           |                                                                |                 | Koningstraat bij 6                          | 51° 30' 19" NB, 3° 53' 25" OL | 16346  | Hardstenen poortomlijsting, toegang tot het Vuilstraatje. Een gans op de gebeeldhouwde sluitsteen |
| Huis met gepleisterde ingezwenkte lijstgevel. Winkelpui | Werk-woonhuis             | 17e-18e eeuw                                                   |                 | Korte Kerkstraat 3                          | 51° 30' 14" NB, 3° 53' 24" OL | 16347  | Meer afbeeldingen |
| Land van Beloften - Huis met gepleisterde ingezwenkte lijstgevel. Winkelpui | Werk-woonhuis             | 17e-18e eeuw                                                   |                 | Korte Kerkstraat 5                          | 51° 30' 14" NB, 3° 53' 24" OL | 16348  | Meer afbeeldingen |
| Smal pand met gepleisterde ingezwenkte lijstgevel. Winkelpui | Woonhuis                  | 17e-18e eeuw                                                   |                 | Korte Kerkstraat 7                          | 51° 30' 14" NB, 3° 53' 24" OL | 16349  | Meer afbeeldingen |
| Pand met gepleisterde ingezwenkte lijstgevel. Winkelpui | Werk-woonhuis             | 17e-18e eeuw                                                   |                 | Korte Kerkstraat 9                          | 51° 30' 13" NB, 3° 53' 24" OL | 16350  | Meer afbeeldingen |
| Huis met gepleisterde lijstgevel. Vier zes-ruitsvensters, op de verdieping van luiken voorzien. Staafankers. Winkelpui | Werk-woonhuis             | 18e eeuw                                                       |                 | Korte Kerkstraat 11                         | 51° 30' 13" NB, 3° 53' 24" OL | 16351  | Meer afbeeldingen |
| Huis met geverfde trapgevel. Geprofileerde dekstukken en overhoekse toppilaster op een draagsteentje. Waterlijsten. Winkelpui | Werk-woonhuis             | 16e-17e eeuw                                                   |                 | Korte Kerkstraat 13                         | 51° 30' 13" NB, 3° 53' 24" OL | 16352  | Meer afbeeldingen |
| Huis met natuurstenen trapgevel, overhoekse toppilaster op een draagsteentje. Waterlijsten. Winkelpui | Werk-woonhuis             | 16e-17e eeuw                                                   |                 | Korte Kerkstraat 15                         | 51° 30' 13" NB, 3° 53' 24" OL | 16353  | Meer afbeeldingen |
| Huis met trapgevel. Geprofileerde dekplaten en overhoekse toppilaster. Boven de vensters ontlastingsbogen. Staafankers. winkelpui | Werk-woonhuis             | eerste kwart 17e eeuw                                          |                 | Kreukelmarkt 3                              | 51° 30' 9" NB, 3° 53' 25" OL  | 16354  | Meer afbeeldingen |
| Poort van de Latijnse school. Zandstenen poortje. Leeuwenmasker als sluitsteen. Opschrift op de rondboog: AMANDA PALLAS EXITU. Bijbehorend oude muur met natuurstenen lagen | Grensafbakening           | 1614                                                           |                 | Kreukelmarkt bij 9                          | 51° 30' 9" NB, 3° 53' 24" OL  | 16355  | Meer afbeeldingen |
| Pand met gepleisterde ingezwenkte lijstgevel. Winkelpui | Werk-woonhuis             | 18e-19e eeuw                                                   |                 | Lange Kerkstraat 4                          | 51° 30' 14" NB, 3° 53' 27" OL | 16356  | Meer afbeeldingen |
| Pand met gepleisterde ingezwenkte lijstgevel. Winkelpui | Werk-woonhuis             | 18e-19e eeuw                                                   |                 | Lange Kerkstraat 8                          | 51° 30' 14" NB, 3° 53' 27" OL | 16357  | Meer afbeeldingen |
| Pand met gepleisterde, ingezwenkte lijstgevel; lijst met consoles. Winkelpui | Werk-woonhuis             | 17e-19e eeuw                                                   |                 | Lange Kerkstraat 10                         | 51° 30' 14" NB, 3° 53' 27" OL | 16358  | Meer afbeeldingen |
| Pand met gepleisterde lijstgevel en forse kap. Lijst met consoles. Voordeuromlijsting en bovenlicht | Woonhuis                  |                                                                |                 | Lange Kerkstraat 16                         | 51° 30' 13" NB, 3° 53' 27" OL | 16359  | Meer afbeeldingen |
| Huis met geverfde trapgevel. Geprofileerde dekplaten en segmentvormig fronton. Staafankers. Winkelpui | Werk-woonhuis             | 17e-19e eeuw                                                   |                 | Lombardstraat 4                             | 51° 30' 18" NB, 3° 53' 27" OL | 16360  | Meer afbeeldingen |
| 't Brouwershuis. Fors dwarspand onder zadeldak tussen zijtopgevels. Aan de straatzijde voorzien van een vijf traveeën brede lijstgevel met middenrisaliet. Gesneden consoles in de lijst op de hoeken van de gevel en van de risaliet. Voordeuromlijsting en snijwerk om het middenvenster van de verdieping | Bedrijfs-,fabriekswoning  | 18e eeuw                                                       |                 | Nieuwstraat 2                               | 51° 30' 19" NB, 3° 53' 14" OL | 16361  | Meer afbeeldingen |
| Kantoorgedeelte met gepleisterde lijstgevel aan de straatzijde en uitgebouwd gedeelte aan de tuinzijde | Woonhuis                  | 18e eeuw                                                       |                 | Nieuwstraat 4                               | 51° 30' 19" NB, 3° 53' 14" OL | 16362  | Meer afbeeldingen |
| Koetshuis met gepleisterde lijstgevel aan de straatzijde | Bedrijfs-,fabriekswoning  |                                                                |                 | Nieuwstraat 6                               | 51° 30' 19" NB, 3° 53' 14" OL | 16363  | Meer afbeeldingen |
| Breed pand met geverfde bakstenen gevel op gepleisterde voet een midden voor het dwarse zadeldak geplaatste trap-topgevel | Werk-woonhuis             | 18e-19e eeuw                                                   |                 | Nieuwstraat 28                              | 51° 30' 22" NB, 3° 53' 13" OL | 16364  | Meer afbeeldingen |
| Huis met gepleisterde gevel, verminkte top, en gedeeltelijk verminkte vensters. Winkelpui met omlijste middendeur. Kelderluik | Werk-woonhuis             | 17e-20e eeuw                                                   |                 | Opril Grote Markt 1                         | 51° 30' 18" NB, 3° 53' 23" OL | 16365  | Meer afbeeldingen |
| Huis met gepleisterde ingezwenkte lijstgevel onder oude kap, winkelpui | Werk-woonhuis             | 17e-20e eeuw                                                   |                 | Opril Grote Markt 4                         | 51° 30' 18" NB, 3° 53' 23" OL | 16366  | Meer afbeeldingen |
| Huis met gepleisterde lijstgevel. Dakkapel. Kap gewijzigd. Winkelpui | Werk-woonhuis             | 18e-19e eeuw                                                   |                 | Opril Grote Markt 5                         | 51° 30' 18" NB, 3° 53' 23" OL | 16367  | Meer afbeeldingen |
| Huis met gepleisterde ingezwenkte lijstgevel. In lijst gedateerd. Winkelpui | Woonhuis                  | 1754                                                           |                 | Opril Grote Markt 8                         | 51° 30' 18" NB, 3° 53' 24" OL | 16368  | Meer afbeeldingen |
| Pand, in oorsprong bestaande uit twee huizen, thans samengevoegd tot een winkelperceel. De twee delen zijn voorzien van (elk) een ingezwenkte lijstgevel met schuiframen en aan de begane grond een moderne winkelpui                                                                                        | Werk-woonhuis             |                                                                |                 | Opril Grote Markt 9                         | 51° 30' 18" NB, 3° 53' 23" OL | 16369  | Meer afbeeldingen |
| Huis met oude kap en geverfde ingezwenkte lijstgevel. Lijst storend vernieuwd. Staafankers. Winkelpui | Werk-woonhuis             | 17e-19e eeuw                                                   |                 | Opril Grote Markt 10                        | 51° 30' 18" NB, 3° 53' 24" OL | 16370  | Meer afbeeldingen |
| Huis met gepleisterde lijstgevel. Fraaie kroonlijst met panelen en gesneden consoles. Nieuwe pui | Werk-woonhuis             | 18e eeuw                                                       |                 | Opril Grote Markt 11                        | 51° 30' 18" NB, 3° 53' 23" OL | 16371  | Meer afbeeldingen |
| Huis met gecementeerde afgeknotte topgevel. Dak ten dele bedekt met leien. Geprofileerde waterlijst. Staafankers. Winkelpui | Werk-woonhuis             | 17e-19e eeuw                                                   |                 | Oude Vismarkt 2                             | 51° 30' 18" NB, 3° 53' 28" OL | 16372  | Meer afbeeldingen |
| De Koornbloem | Industrie- en poldermolen | 1801                                                           |                 | Paardeweg 8                                 | 51° 30' 31" NB, 3° 53' 10" OL | 16373  | Meer afbeeldingen |
| Hoekhuis met gesausde afgeknotte topgevel. Geprofileerde waterlijst en staafankers. Twee 24-ruitsvensters. Links een aanbouw. Zijgevel aan de Vlasmarkt met jaartalankers en gevelsteen voorstellende St. Sebastiaan                                                                                         | Woonhuis                  | 1623 (jaartalankers)                                           |                 | Rijfelstraat 1                              | 51° 30' 17" NB, 3° 53' 22" OL | 16374  | Meer afbeeldingen |
| Grote of Maria Magdalenakerk | Kerk en kerkonderdeel     | 1423                                                           |                 | Singelstraat tegenover 7                    | 51° 30' 11" NB, 3° 53' 25" OL | 16375  | Meer afbeeldingen |
| Gebouw, waarin zich enkele overblijfselen bevinden van het voormalig Slot Oostende, met name een kelder | Kasteel, buitenplaats     | ca. 1260-1300 (woontoren met gewelven en resten van weermuren) |                 | Singelstraat 5                              | 51° 30' 12" NB, 3° 53' 22" OL | 16376  | Meer afbeeldingen |
| Twee huisjes, zonder verdieping onder zadeldaken, gescheiden door een brandgevel met rookkanaal. Vensters met 15- en 25-ruitsschuiframen | Woonhuis                  | 17e of 18e eeuw                                                |                 | Zusterstraat 9A                             | 51° 30' 9" NB, 3° 53' 20" OL  | 16377  | Meer afbeeldingen |
| Den Groene Leeuw | Woonhuis                  | 16e-17e eeuw                                                   |                 | Turfkade 1                                  | 51° 30' 22" NB, 3° 53' 20" OL | 16378  | Meer afbeeldingen |
| De Plouch | Woonhuis                  | 19e eeuw (drielicht en pui)                                    |                 | Turfkade 3                                  | 51° 30' 21" NB, 3° 53' 20" OL | 16379  | Meer afbeeldingen |
| Huis met trapgevel van baksteen met natuurstenen blokken en banden, geprofileerde dekplaten en waterlijsten. Overhoekse toppinakel. Toogvelden van gele baksteen. Staafankers. Winkelpui nieuw | Werk-woonhuis             | 16e eeuw                                                       |                 | Turfkade 5                                  | 51° 30' 21" NB, 3° 53' 20" OL | 16380  | Meer afbeeldingen |
| Huis met trapgevel van baksteen met natuurstenen banden en blokken, geprofileerde dekplaten en waterlijsten, overhoekse toppinakel | Woonhuis                  | 1591                                                           |                 | Turfkade 7                                  | 51° 30' 21" NB, 3° 53' 19" OL | 16381  | Meer afbeeldingen |
| Huis met gepleisterde ingezwenkte lijstgevel. Drie gesneden consoles. Winkelpui | Woonhuis                  | 16e-19e eeuw                                                   |                 | Turfkade 9                                  | 51° 30' 21" NB, 3° 53' 20" OL | 16382  | Meer afbeeldingen |
| Karel V | Woonhuis                  | 1533                                                           |                 | Turfkade 11                                 | 51° 30' 21" NB, 3° 53' 20" OL | 16383  | Meer afbeeldingen |
| Coffijhuis | Werk-woonhuis             | 19e eeuw                                                       |                 | Turfkade 13                                 | 51° 30' 20" NB, 3° 53' 20" OL | 16384  | Meer afbeeldingen |
| Het Persiaensche coffijhuys | Woonhuis                  | 18e-19e eeuw                                                   |                 | Turfkade 15                                 | 51° 30' 20" NB, 3° 53' 20" OL | 16385  | Meer afbeeldingen |
| Stadsdruckery | Winkel                    | 16e-18e eeuw                                                   |                 | Turfkade 17                                 | 51° 30' 20" NB, 3° 53' 20" OL | 16386  | Meer afbeeldingen |
| Visafslagershuisje. Aan de haven op de Turfkade, hoek Kleine Kade een achtkant stenen gebouwtje met enig beeldhouwwerk, bekroond door een zeemeermin | Handel en kantoor         | 17e eeuw                                                       |                 | Turfkade tegenover 7                        | 51° 30' 21" NB, 3° 53' 20" OL | 16387  | Meer afbeeldingen |
| Witgeverfd pand onder aan de voorzijde afgewolfd zadeldak gedekt met rode Hollandse pannen | Woonhuis                  | 17e eeuw tweede helft 18e eeuw (gevel gewijzigd)               |                 | Vlasmarkt 1                                 | 51° 30' 16" NB, 3° 53' 20" OL | 16388  | Meer afbeeldingen |
| Witgeverfd pand onder aan de voorzijde afgewolfd zadeldak gedekt met rode hollandse pannen. DE Welie | Woonhuis                  | 17e eeuw tweede helft 18e eeuw (gevel gewijzigd)               |                 | Vlasmarkt 3                                 | 51° 30' 16" NB, 3° 53' 20" OL | 16389  | Meer afbeeldingen |
| Breed hoekpand met gepleisterde rechte gevel aan de Vlasmarkt. Waarschijnlijk bestaande uit enige in de kern oudere panden, samengevoegd achter een 19e of begin 20e eeuw gevel in traditionele trant | Werk-woonhuis             |                                                                |                 | Vlasmarkt 18                                | 51° 30' 17" NB, 3° 53' 22" OL | 16390  | Breed hoekpand met gepleisterde rechte gevel aan de Vlasmarkt. Waarschijnlijk bestaande uit enige in de kern oudere panden, samengevoegd achter een 19e of begin 20e eeuw gevel in traditionele trant |
| Voormalige Handboogdoelen | Sport en recreatie        | 18e eeuw met 16e-eeuwse schouw                                 |                 | Wijngaardstraat 3                           | 51° 30' 17" NB, 3° 53' 19" OL | 16391  | Meer afbeeldingen |
| Gebosseerd gepleisterd pand met verdieping onder zadeldak gedekt met rode hollandse pannen, zesruitsschuifvensters op de begane grond, vierruits op verdieping; deur met bovenlicht; goot op geprofileerde klossen                                                                                           | Woonhuis                  | 17e eeuw                                                       |                 | Wijngaardstraat 4                           | 51° 30' 16" NB, 3° 53' 20" OL | 16392  | Meer afbeeldingen |
| Manhuis, voormalig tehuis voor ouden van dagen | Sociale zorg, liefdadigh. |                                                                |                 | Zusterstraat 11                             | 51° 30' 10" NB, 3° 53' 21" OL | 16393  | Meer afbeeldingen |
| Voormalig burgerweeshuis | Sociale zorg, liefdadigh. |                                                                |                 | Zusterstraat 13                             | 51° 30' 10" NB, 3° 53' 22" OL | 16394  | Meer afbeeldingen |
| Omwalling. Hetgeen resteert van de voormalige stadsfortificatie in de vorm van Westwal, Westvest en Ravelijn de Groene Jager, alsmede Oostwal en Oostvest | Omwalling                 |                                                                |                 | Omwalling bij Oostwal                       | 51° 30' 9" NB, 3° 53' 11" OL  | 16398  | Meer afbeeldingen |
| Voormalig schoolgebouw bij het weeshuis | Sociale zorg, liefdadigh. | 1869                                                           |                 | Singelstraat 11 (13 op gevel aangeduid)     | 51° 30' 10" NB, 3° 53' 23" OL | 507851 | Voormalig schoolgebouw bij het weeshuis |
| Regentenkamer en slaapzaal van voormalig burgerweeshuis | Sociale zorg, liefdadigh. | 1875-1985                                                      |                 | Singelstraat 13                             | 51° 30' 10" NB, 3° 53' 24" OL | 507852 | Meer afbeeldingen |
| Blokje van zes geschakelde woningen | Woonhuis                  | 1920                                                           |                 | Wulfaertstraat 2-12                         | 51° 29' 57" NB, 3° 53' 32" OL | 507870 | Blokje van zes geschakelde woningen |
| Blokje van vier geschakelde woningen | Woonhuis                  | 1920                                                           |                 | D D van den Boutstraat 2                    | 51° 29' 58" NB, 3° 53' 31" OL | 507871 | Blokje van vier geschakelde woningen |
| Blokje van drie geschakelde woningen | Woonhuis                  | 1920                                                           |                 | D D van den Boutstraat 10                   | 51° 29' 57" NB, 3° 53' 31" OL | 507872 | Blokje van drie geschakelde woningen |
| Blokje van drie geschakelde woningen | Woonhuis                  | 1920                                                           |                 | Van de Spiegelstraat 51-55                  | 51° 29' 59" NB, 3° 53' 32" OL | 507873 | Blokje van drie geschakelde woningen |
| Blokje van twee geschakelde woningen | Woonhuis                  | 1920                                                           |                 | Van de Spiegelstraat 57-59                  | 51° 29' 59" NB, 3° 53' 33" OL | 507874 | Blokje van twee geschakelde woningen |
| Klein Frankrijk | Woonhuis                  | ca. 1850                                                       |                 | Westerstraat 2                              | 51° 30' 29" NB, 3° 53' 3" OL  | 507876 | Klein Frankrijk |
| Houten dwarsdeelschuur | Boerderij                 | ca. 1850, afgebrand 2009                                       |                 | Westerstraat 2                              | 51° 30' 29" NB, 3° 53' 3" OL  | 507877 | Houten dwarsdeelschuur |
| Grotendeels houten bijgebouw | Boerderij                 | ca. 1850                                                       |                 | Westerstraat 2                              | 51° 30' 29" NB, 3° 53' 3" OL  | 507878 | Grotendeels houten bijgebouw |
| Uitgegraven drinkput, door enige begroeiing omgeven | Boerderij                 | 1850                                                           |                 | Westerstraat 2                              | 51° 30' 29" NB, 3° 53' 3" OL  | 507879 | Meer afbeeldingen |
| Heilige Maria Magdalenakerk | Kerk en kerkonderdeel     | 1906-1908                                                      |                 | Singelstraat 9                              | 51° 30' 11" NB, 3° 53' 22" OL | 507881 | Meer afbeeldingen |
| Zeeuwse Koorschool (Pastorie) | Kerkelijke dienstwoning   | 1908                                                           |                 | Singelstraat 7                              | 51° 30' 12" NB, 3° 53' 22" OL | 507882 | Meer afbeeldingen |
| Westerkerk | Kerk en kerkonderdeel     | 1929                                                           | Arend Rothuizen | Westwal 6                                   | 51° 30' 9" NB, 3° 53' 15" OL  | 507884 | Meer afbeeldingen |
| Pastorie Westerkerk | Kerkelijke dienstwoning   | 1929                                                           | Arend Rothuizen | Westwal 2                                   | 51° 30' 9" NB, 3° 53' 15" OL  | 507885 | Meer afbeeldingen |
| Kosterswoning Westerkerk | Kerkelijke dienstwoning   | 1929                                                           | Arend Rothuizen | Westwal 4                                   | 51° 30' 9" NB, 3° 53' 15" OL  | 507886 | Meer afbeeldingen |
| Remise | Opslag                    | 1924-1925                                                      |                 | Stephensonweg 9                             | 51° 29' 52" NB, 3° 52' 44" OL | 507888 | Remise |
| Spoorbaan Goes - Oudelande | Weg                       | 1927                                                           |                 | Stephensonweg bij 9                         | 51° 29' 41" NB, 3° 52' 51" OL | 507889 | Meer afbeeldingen |
| Blokje van twee woonhuizen in overgangsarchitectuur | Woonhuis                  | ca. 1904                                                       |                 | Oostsingel 154                              | 51° 30' 5" NB, 3° 53' 41" OL  | 507890 | Blokje van twee woonhuizen in overgangsarchitectuur |
| Wasserij | Nijverheid                | 1876                                                           |                 | Schuttershof 34                             | 51° 30' 9" NB, 3° 53' 23" OL  | 507891 | Meer afbeeldingen |
| Postkantoor | Overheidsgebouw           | 1890                                                           |                 | Grote Markt 14                              | 51° 30' 18" NB, 3° 53' 27" OL | 507893 | Meer afbeeldingen |
| Tweezijdig aangebouwd woonhuis in neo-renaissancestijl | Woonhuis                  | ca. 1883                                                       |                 | Albert Joachimikade 13                      | 51° 30' 26" NB, 3° 53' 31" OL | 507894 | Meer afbeeldingen |
| 't Ravelijn, voormalig kantoor van de Rijksgebouwendienst | Overheidsgebouw           | 1915                                                           |                 | Ravelijn de Groene Jager 5                  | 51° 30' 17" NB, 3° 53' 6" OL  | 507895 | 't Ravelijn, voormalig kantoor van de Rijksgebouwendienst |
| Tweezijdig aangebouwd woonhuis, gebouwd in zeer sobere baksteenarchitectuur met neoclassicistische invloeden in gevelopbouw, verhoudingen en enkele details | Woonhuis                  | ca. 1880                                                       |                 | Albert Joachimikade 11                      | 51° 30' 26" NB, 3° 53' 31" OL | 507896 | Meer afbeeldingen |
| Gebouw, bestaande uit twee stilistisch gelijke, tweezijdig aangebouwde woonhuizen, in zeer sobere neoclassicistische baksteenarchitectuur gebouwd. Oorspronkelijk twee aparte woningen welke echter constructief tot hetzelfde bouwwerk behoren                                                              | Woonhuis                  | ca. 1880                                                       |                 | Albert Joachimikade 7                       | 51° 30' 26" NB, 3° 53' 31" OL | 507897 | Meer afbeeldingen |
| Sint Jacobusschool | Onderwijs en wetenschap   | 1913                                                           | L.B. Mudde      | Vlasmarkt 9                                 | 51° 30' 17" NB, 3° 53' 20" OL | 507898 | Meer afbeeldingen |
| Vrijstaand woonhuis "De Zonnehof" | Woonhuis                  | ca. 1926                                                       |                 | Kloetingseweg 84                            | 51° 29' 44" NB, 3° 54' 17" OL | 507899 | Vrijstaand woonhuis "De Zonnehof" |
| Eigen-haard, grote vrijstaande villa | Woonhuis                  | ca. 1902                                                       | Buitendijk      | Oostsingel 92                               | 51° 30' 11" NB, 3° 53' 41" OL | 507902 | Meer afbeeldingen |
| Rozenoord | Woonhuis                  | 1855                                                           |                 | Oostsingel 118                              | 51° 30' 9" NB, 3° 53' 44" OL  | 507905 | Rozenoord |
| De Villa | Woonhuis                  | 1886                                                           |                 | Van de Spiegelstraat 4                      | 51° 30' 6" NB, 3° 53' 22" OL  | 507906 | Meer afbeeldingen |
| Zwart Sluisje | Woonhuis                  | ca. 1938                                                       |                 | 's-Heer Hendrikskinderendijk 118            | 51° 30' 17" NB, 3° 52' 23" OL | 507907 | Zwart Sluisje |
| Goederenloods | Opslag                    | 1872                                                           |                 | Stephensonweg bij 9                         | 51° 29' 52" NB, 3° 52' 44" OL | 527226 | Goederenloods |
| Hoge Brug (voetgangersbrug over spoor) | Brug                      | 1871                                                           |                 | Stoomtrein Goes - Borsele                   |                               | 457618 | Meer afbeeldingen |

## Beschermde gezichten
- Rijksbeschermd gezicht Goes
- Rijksbeschermd gezicht Goes - Oostsingel